# Китайска строителна група
Китайската строителна група (на китайски: 中国建筑集团, на пинин: Zhōngguó jiànzhú jítuán) е китайско държавно строително предприятие със седалище в Пекин. С обем на продажбите от 293 млрд. щ.д. за 2020 година то е най-голямата строителна компания в света.
Китайската строителна група оперира и с английското наименование China State Construction Engineering Corporation (CSCEC).

## Структура
От 2007 година Китайската строителна група осъществява основната си дейност чрез своето подразделение 中国建筑股份有限公司 (China State Construction Engineering Corporation Limited), което от 2009 година е публично предприятие с акции, търгувани на Шанхайската фондова борса.
Групата включва десетки подразделения, обединени в пет основни направления – планиране и проектиране, управление на проекти, наем на оборудване, търговия и строителство и управление на инфраструктура. Групата има и клонове в различни страни по света, в които извършва активна дейност.

## История и големи проекти
Китайската строителна група е официално основана на 11 юни 1982 година, обединявайки съществуващи от 50-те години държавни строителни предприятия. Тя продължава експортната дейност на своите предшественици в Азия и Африка, а през 1985 година открива свой филиал в Съединените американски щати, който започва да изгражда там жилищни комплекси.
От 90-те години на XX век групата бързо увеличава международната си дейност с активното съдействие на Китайската експортно-импортна банка. Сред големите международни проекти, в които взима участие са стадиона „Стад де Мартир“ в Киншаса (1994), небостъргача „Бурдж Халифа“ в Дубай (2010), хотелския комплекс „Космополитън“ в Лас Вегас (2010), централата на Африканския съюз в Адис Абеба (2012), централата на Етиопската търговска банка в Адис Абеба (2015), небостъргача Комплекс „Федерация“ в Москва (2017), джамията „Джамаа ел-Джазаир“ в Алжир (2019), както и проекта „Нова столица на Египет“. В самия Китай групата изгражда 4% от всички жилища в страната, 90% от небостъргачите, 3/4 от големите летища и половината атомни електроцентрали.